# Траве (Пескара)
Траве (итал. Trave) је насеље у Италији у округу Пескара, региону Абруцо.
Према процени из 2011. у насељу је живело 103 становника. Насеље се налази на надморској висини од 121 м.